# Stalkerware
Stalkerware — это мониторинговое или шпионское ПО, используемое для сталкинга. Появление термина связано, в частности, с увеличением случаев использования коммерческого шпионского ПО для слежки за супругами или интимными партнерами.
Многие эксперты по информационной безопасности и журналисты применяют термин stalkerware к любому ПО (как заведомо вредоносному, так и к легальным коммерческим продуктам для мониторинга), которое даже потенциально может быть использовано в целях сталкинга. При этом выделяют следующие отличительные признаки stalkerware:
- наличие мощных функций мониторинга (кейлогер, снятие скриншотов экрана, мониторинг интернет активности, периодическая фиксация местоположения, возможность записи видео и звука);
- работа в скрытом режиме (мониторинг осуществляется без оповещения об этом пользователя, приложение отсутствует в списке установленных программ, маскировка работающего приложения под системные процессы и утилиты);
- требование отключения антивирусной или встроенной в ОС защиты для корректной установки и/или работы приложения;
- в случае с мобильными приложениями — установка в обход официальных магазинов приложений;
- прямое позиционирование производителем ПО своего продукта, как средства слежения за интимным партнером.

По подсчетам исследователей, в 2018 году было произведено более 58 тысяч установок подобного ПО.